# Putat Nutug
Putat Nutug is een bestuurslaag in het regentschap Bogor van de provincie West-Java, Indonesië. Putat Nutug telt 12.544 inwoners (volkstelling 2010).